# Heinz Krügel
Heinz Krügel (Zwickau, 24 de abril de 1921 – Magdeburgo, 27 de outubro de 2008) foi um futebolista e treinador de futebol alemão. Como treinador, o maior sucesso de Krügel foi vencer a Taça dos Clubes Vencedores de Taças na temporada 1973–74 com o Magdeburg, ao derrotarem os detentores em títulos, os italianos do Milan.